# Sainte-Geneviève-lès-Gasny
Sainte-Geneviève-lès-Gasny è un comune francese di 651 abitanti situato nel dipartimento dell'Eure nella regione della Normandia.

## Società

### Evoluzione demografica
Abitanti censiti